# Liste des chansons écrites par Long Chris pour Johnny Hallyday
Cet article recense les chansons écrites par Long Chris pour Johnny Hallyday.

## Les chansons
Source pour l'ensemble de la liste, sauf indications contraires et/ou complémentaires.
Les textes sont de Long Chris. Les adaptations ainsi que les chansons écrites en collaboration avec un autre auteur sont indiquées.
| Titre                                                                                 | Paroles                                               | Musique                                      | Date | Support                                                                                             |
| ------------------------------------------------------------------------------------- | ----------------------------------------------------- | -------------------------------------------- | ---- | --------------------------------------------------------------------------------------------------- |
| Dis à mon frère                                                                       |                                                       | Johnny Hallyday                              | 1965 | album Johnny chante Hallyday                                                                        |
| Confessions (première version)                                                        | en collaboration avec Georges Aber et Johnny Hallyday | Georges Aber, Long Chris, Johnny Hallyday    | 1966 | album Olympia 1966 (resté inédit jusqu'en 2012)                                                     |
| La Génération perdue                                                                  |                                                       | Johnny Hallyday                              | 1966 | album La Génération perdue                                                                          |
| Je me suis lavé les mains dans une eau sale (I Wash My Hands In Muddy Water)          | adaptation                                            | Joe Babcock                                  | 1966 | album La Génération perdue                                                                          |
| Je veux te graver dans ma vie (Got to Get You into My Life)                           | adaptation                                            | John Lennon, Paul McCartney                  | 1966 | album La Génération perdue                                                                          |
| Le jeu que tu joues (With a Girl Like You)                                            | adaptation                                            | R. Presley                                   | 1966 | album La Génération perdue                                                                          |
| Si j'étais un charpentier (If I Were a Carpenter)                                     | adaptation                                            | Tim Hardin                                   | 1966 | super 45 tours                                                                                      |
| La petite fille de l'hiver                                                            |                                                       | Éric de Marsan                               | 1967 | super 45 tours 437304 album Johnny 67                                                               |
| Confessions (deuxième version)                                                        | en collaboration avec Georges Aber et Johnny Hallyday | Georges Aber, Long Chris, Johnny Hallyday    | 1967 | album Olympia 67                                                                                    |
| J'ai crié à la nuit                                                                   |                                                       | Johnny Hallyday                              | 1967 | album Johnny 67                                                                                     |
| Je n'ai jamais rien demandé (My Way Of Giving)                                        | adaptation                                            | Steve Marriott, Ronnie Lane                  | 1967 | album Johnny 67                                                                                     |
| Quand l'aigle est blessé                                                              |                                                       | Jean Bernard, Johnny Hallyday                | 1968 | super 45 tours 437428 album Jeune Homme                                                             |
| Je n'ai pas voulu croire                                                              |                                                       | Éric Charden                                 | 1968 | album Jeune Homme                                                                                   |
| Au pays des aveugles                                                                  |                                                       | Mick Jones, Tommy Brown                      | 1968 | album Jeune Homme                                                                                   |
| Cours plus vite Charlie (Cut Across Shorty)                                           | adaptation                                            | Marijohn Wilkin (en), Wayne P. Walker        | 1968 | album Rêve et Amour                                                                                 |
| Je suis l'amour                                                                       | en collaboration avec Bernard Ilous                   | Éric Charden                                 | 1968 | album Rêve et Amour                                                                                 |
| J'ai peur, je t'aime                                                                  |                                                       | Jean Bernard, Johnny Hallyday                | 1968 | album Rêve et Amour                                                                                 |
| Je te veux                                                                            |                                                       | Mick Jones, Tommy Brown                      | 1969 | 45 tours 2 titres 370798 album Rivière… ouvre ton lit                                               |
| Voyage au pays des vivants                                                            |                                                       | Mick Jones, Tommy Brown                      | 1969 | album Rivière… ouvre ton lit                                                                        |
| Je n'ai besoin de personne                                                            |                                                       | Mick Jones, Tommy Brown                      | 1969 | album Rivière… ouvre ton lit                                                                        |
| Je suis né dans la rue                                                                |                                                       | Mick Jones, Tommy Brown                      | 1969 | album Rivière… ouvre ton lit                                                                        |
| Si tu pars                                                                            |                                                       | Mick Jones, Tommy Brown                      | 1970 | 45 tours 336292                                                                                     |
| Toi et moi (en duo avec Sylvie Vartan)                                                |                                                       | Johnny Hallyday                              | 1974 | Show Sylvie Vartan (album de Sylvie Vartan)                                                         |
| (C'est une) honky tonk woman (Honky Tonk Women)                                       | adaptation                                            | Mick Jagger, Keith Richards                  | 1974 | album Rock 'n' Slow                                                                                 |
| Nadine (Nadine (Is It You?))                                                          | adaptation                                            | Chuck Berry                                  | 1974 | album Rock 'n' Slow                                                                                 |
| Venez tous avec moi (C'mon Everybody)                                                 | adaptation                                            | Eddie Cochran, Jerry Capehart                | 1974 | album Rock 'n' Slow                                                                                 |
| À l’hôtel des cœurs brisés (Heartbreak Hotel)                                         | adaptation                                            | Mae Boren Aston, Tommy Durden, Elvis Presley | 1974 | album Rock 'n' Slow                                                                                 |
| La fille de l'été dernier (Summertime Blues)                                          | adaptation                                            | Eddie Cochran, Jerry Capehart                | 1975 | 45 tours 6009664 album Rock à Memphis                                                               |
| 37e étage (Twenty Flight Rock)                                                        | adaptation                                            | Ned Fairchild (en), Eddie Cochran            | 1975 | album Rock à Memphis                                                                                |
| Dégage (Slow Down)                                                                    | adaptation                                            | Larry Williams                               | 1975 | album Rock à Memphis                                                                                |
| Un garçon sur la route (Matchbox)                                                     | adaptation                                            | Carl Perkins                                 | 1975 | album Rock à Memphis                                                                                |
| Reste avec moi cette nuit (Help Me Make It Through the Night)                         | adaptation                                            | Kris Kristofferson                           | 1975 | album La Terre promise                                                                              |
| Joue pas de rock'n'roll pour moi (Don't Play Your Rock 'n' Roll to Me)                | adaptation                                            | Nicky Chinn, Mike Chapman                    | 1976 | 45 tours 6042160 album Derrière l'amour                                                             |
| Gabrielle (The King Is Dead)                                                          | en collaboration avec Patrick Larue adaptation        | Tony Cole (musician) (en)                    | 1976 | album Derrière l'amour                                                                              |
| L'étranger (The ramblin' man)                                                         | adaptation                                            | Ray Pennington                               | 1976 | album Derrière l'amour                                                                              |
| Il neige sur Nashville                                                                |                                                       | Franck Langolff                              | 1977 | 45 tours 6042290                                                                                    |
| La croisière des souvenirs (Sea Cruise)                                               | en collaboration avec Pierre Billon adaptation        | Huey "Piano" Smith                           | 1977 | album C'est la vie                                                                                  |
| Je suis vraiment très bien                                                            |                                                       | Tommy Brown                                  | 1977 | album C'est la vie                                                                                  |
| Le rock'n'roll est né                                                                 |                                                       | Érick Bamy                                   | 1977 | album C'est la vie                                                                                  |
| Perdu dans le nombre (Feel like a number)                                             | adaptation                                            | Bob Seger                                    | 1980 | album À partir de maintenant                                                                        |
| La ville (Street sense)                                                               | adaptation                                            | Richard Supa (en)                            | 1981 | album Pas facile                                                                                    |
| Le survivant (You oughta know by now)                                                 | adaptation                                            | Jack Conrad, Ray Kennedy, David Foster       | 1982 | album La Peur                                                                                       |
| Je sais que tu ne peux pas trouver mieux ailleurs (I betcha you gonna like it)        | en collaboration avec Pierre Billon adaptation        | B. Killen, R. Riley                          | 1984 | coffret Nashville 84 album Drôle de métier album Spécial Enfants du rock (orchestration différente) |
| J'aimerais pouvoir encore souffrir comme ça (I wish that i could hurt this way again) | en collaboration avec Pierre Billon adaptation        | Curly Putman, Rafe VanHoy, Don Cook          | 1984 | coffret Nashville 84 album Drôle de métier album Spécial Enfants du rock (orchestration différente) |